# Rubus hindii
Rubus hindii är en rosväxtart som beskrevs av A.L. Bull. Rubus hindii ingår i släktet rubusar, och familjen rosväxter. Inga underarter finns listade i Catalogue of Life.